# Ихлава (река)
Ихлава (на чешки: Jihlava) е река в Чехия, която тече през областите Височина и Южна Моравия. Влива се заедно с река Свратка в язовир Нове Млини на река Дия (Дунавски басейн). Дължината на реката е 184,5 km, площта на водосборния ѝ басейн е 3117 km². На река Ихлава е разположен язовирът Далешице. Някои участъци от горното течение на реката преди град Ихлава представляват част от историческата сухоземна граница между Бохемия и Моравия. Реката се споменава още през 1197 г. (Giglaua). Името може да произлиза от таралеж (нем. Igel) или игла, от келтското uig („поток“) или славянското jehla (остър камък в речното корито).
Средният отток на водата при устието е 11,75 m/s.
Изворът се намира на 670 m н.в., в подножието на планината Яворжице (837 m) в Юхлавските планини, в южната част на Чешко-Моравското възвишение; канал в дълбока долина. Долната част е в равнина. Влива се в язовира Нове Млини заедно със Свратка на височина 170 m н.в. Речното пълноводие е през март.
На реката са разположени градовете Иглава, Бателов, Лука над Иглава, Долни Коунице, Погоржелице, Тршебич.